# OGLE-TR-122
OGLE-TR-122是一个位于船底座的联星系统。这个联星系统中拥有一颗目前已知直径最小的主序星OGLE-TR-122b。OGLE-TR-122b是由光學重力透鏡實驗（Optical Gravitational Lensing Experiment，简称OGLE）通过观测它遮掩主星而发现的。这个联星系统的轨道周期大约为7.3天，其主星被认为和太阳的物理性质相似  。
OGLE-TR-122b的半径大约为0.12太阳半径（或者比木星半径大20%），质量约为0.1太阳质量（或约等于木星的一百倍）。因此，它的密度大约是太阳的50倍。OGLE-TR-122b的质量接近氢聚变型恒星最小质量的极限（0.07或0.08太阳质量）。对它经过主星表面的观测第一次提供了半径接近木星的恒星的直接证据。